# Hydatellales
Hydatellales es el nombre obsoleto de un orden de plantas. En el sistema Cronquist de 1981, el nombre era usado para un orden empezado en la subclase Commelinidae en la clase Liliopsida. El orden consiste en un solo género:
- orden Hydatellales
familia Hydatellaceae

De forma similar el sistema Dahlgren reconoce este orden (emplazado en el superorden Commelinanae en subclase Liliidae.
El sistema APG II, usado aquí, le asigna a esta plantas el orden Poales.
- Datos: Q1985258
- Multimedia: Hydatellales / Q1985258